# Démocrite et les Abdéritains
Démocrite et les Abdéritains est la vingt-sixième fable du livre VIII de Jean de La Fontaine situé dans le second recueil des Fables de La Fontaine, édité pour la première fois en 1678.

## Texte de la fable

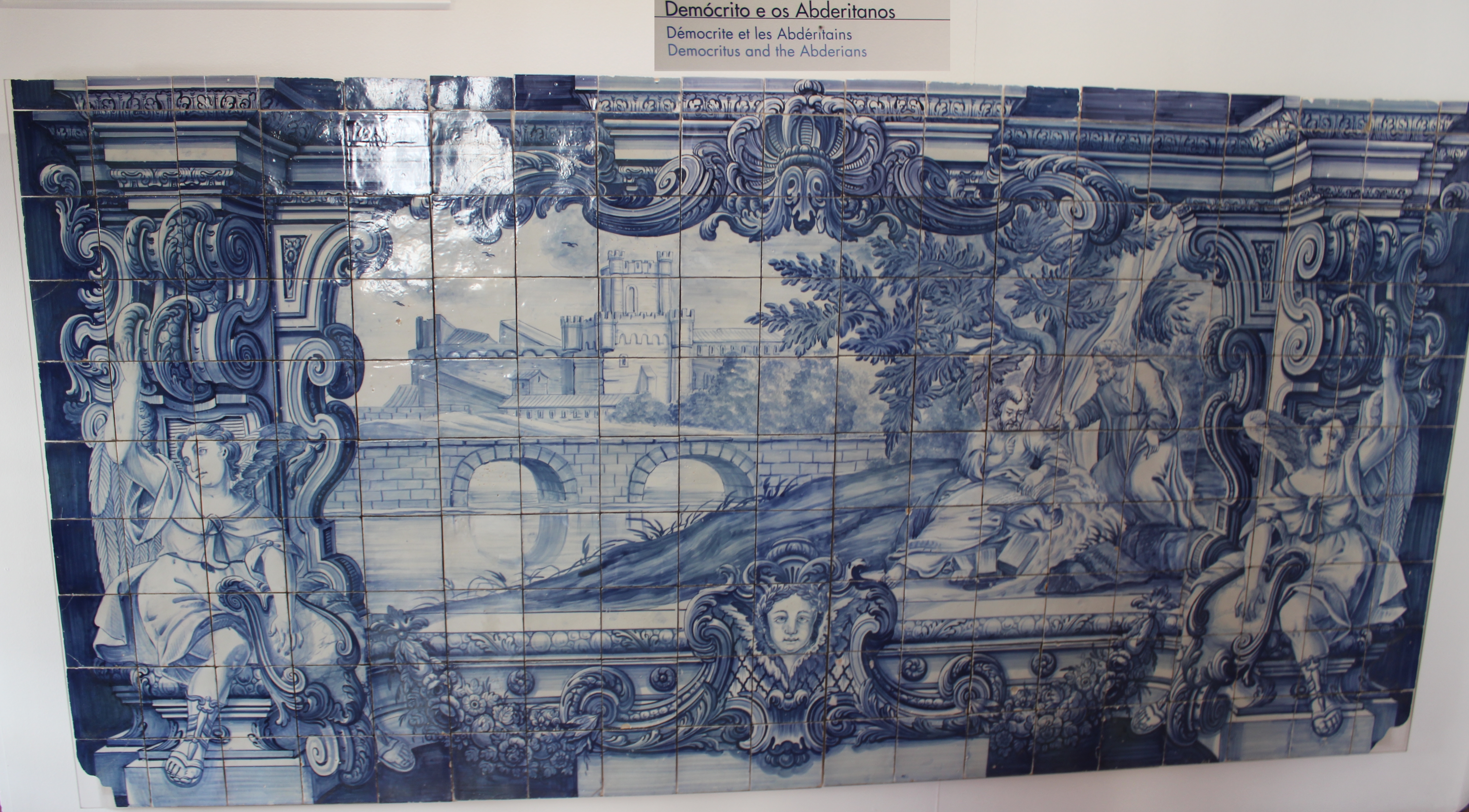
Démocrite et les Abdéritains - Ajulejos - Monastère de Saint-Vincent de Fora (Lisbonne).

Que j’ai toujours haï les pensers du vulgaire !

Qu’il me semble profane, injuste, et téméraire ;

Mettant de faux milieux entre la chose et lui,

Et mesurant par soi ce qu’il voit en autrui !

Le maître d’Épicure en fit l’apprentissage.

Son pays le crut fou : Petits esprits ! mais quoi ?

Aucun n’est prophète chez soi.

Ces gens étaient les fous, Démocrite le sage.

L’erreur alla si loin, qu’Abdère députa

Vers Hippocrate, et l’invita,

Par lettres et par ambassade,

À venir rétablir la raison du malade.

Notre concitoyen, disaient-ils en pleurant,

Perd l’esprit : la lecture a gâté Démocrite.

Nous l’estimerions plus s’il était ignorant.

Aucun nombre, dit-il, les mondes ne limite :

Peut-être même ils sont remplis

De Démocrites infinis.

Non content de ce songe il y joint les atomes,

Enfants d’un cerveau creux, invisibles fantômes ;

Et mesurant les Cieux sans bouger d’ici bas

Il connaît l’Univers et ne se connaît pas.

Un temps fut qu’il savait accorder les débats ;

Maintenant il parle à lui-même.

Venez divin mortel ; sa folie est extrême.

Hippocrate n’eut pas trop de foi pour ces gens :

Cependant il partit : Et voyez, je vous prie,

Quelles rencontres dans la vie

Le sort cause ; Hippocrate arriva dans le temps

Que celui qu’on disait n’avoir raison ni sens

Cherchait dans l’homme et dans la bête

Quel siège a la raison, soit le cœur, soit la tête.

Sous un ombrage épais, assis près d’un ruisseau,

Les labyrinthes d’un cerveau

L’occupaient. Il avait à ses pieds maint volume,

Et ne vit presque pas son ami s’avancer,

Attaché selon sa coutume.

Leur compliment fut court, ainsi qu’on peut penser.

Le sage est ménager du temps et des paroles.

Ayant donc mis à part les entretiens frivoles,

Et beaucoup raisonné sur l’homme et sur l’esprit,

Ils tombèrent sur la morale.

Il n’est pas besoin que j’étale

Tout ce que l’un et l’autre dit.

Le récit précédent suffit

Pour montrer que le peuple est juge récusable.

En quel sens est donc véritable

Ce que j’ai lu dans certain lieu,

Que sa voix est la voix de Dieu  ?
— Jean de La Fontaine, Fables de La Fontaine, Démocrite et les Abdéritains, texte établi par Jean-Pierre Collinet, Fables, contes et nouvelles, Gallimard, « Bibliothèque de la Pléiade », 1991, p. 338